# マロン (ザリガニ)
マロン（学名：Cherax tenuimanus, Cherax cainii）は、節足動物門甲殻亜門軟甲綱エビ目ミナミザリガニ科に属するザリガニ。

## 別名
マロンはその体色から、さまざまな名前で流通・呼称されている。青色個体は、紫がかった濃い鮮やかな青色をしている。褐色個体は、錆色もしくは焦茶色をしている。黒色個体は、褐色個体の体色がより濃いものである。マロンという呼称は、褐色個体がマロニエ（マロン・セイヨウトチノキ）のような色なので名付けられたという説がある。
- マロン（総称）
- マロンザリガニ（総称）
- ブルーマロン（青色個体）
- ブラウンマロン（褐色個体）
- ブラックマロン（黒色個体）
- エレクトリックブルー（青色個体）
- エレクトリックブルーロブスター（青色個体）
- ネオンブルー（青色個体）

## 分布
原産国はオーストラリアだが、現在は食用ザリガニとしてイスラエルなど、オーストラリア国外でも養殖が盛んである。

## 特徴
完全成体になると淡水ザリガニの中で3番目に入る大きさとなる。38cmに2700gの個体が発見されている。成長が遅く、完全成体になるまで約3年かかる。完全成体になると、400-600gの大きさになる。
メスは、オスより第一胸脚が細長くなる場合が多い。オスにも細長い個体もいる。
マロンは頭胸甲上の突起が5本あることで、他種と識別できる。

## 学名
元々は1種とされていたが、オーストラリアのディーキン大学のオースチンにより、2つの種が含まれていたことが判明した。オースチンは19年間にわたり遺伝子調査を行い、その結果を2002年に発表した。この2種を外見で見分けるのはほぼ不可能で、遺伝子調査によって初めて区別がつく。その2種は、西オーストラリア州の限られた水域（特定第一水系）に少数のみ生息しているCherax tenuimanusと、現在は養殖や放流により生息域が拡大しているCherax cainiiである。